# Великая мечеть (Килва)

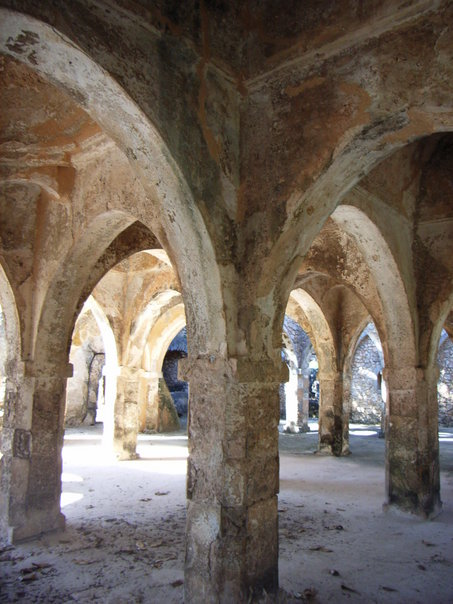
Великая мечеть. Молитвенный зал

Великая мечеть — старейшая мечеть Южного полушария, на острове Килва-Кисивани, в Танзании. Вместе со старым городом как памятником Всемирного наследия состоит под охраной ЮНЕСКО.

#### Раннее строительство (12 век)
Самая ранняя часть, вероятно, северный молитвенный зал, относится к 12 веку. Он был построен между 1131 и 1170 годами (согласно историческим записям), это прямоугольное строение демонстрирует типичную конструкцию того периода. Несущие стены были сложены из квадратных блоков кораллового известняка, а три симметричных входа со сводчатыми потолками обеспечивали доступ внутрь. Уникальная для мечетей этой местности плоская крыша поддерживалась девятью шестиугольными колоннами, сделанными из отдельных стволов деревьев.
Археологические находки пролили свет на первоначальный дизайн. На крыше, построенной из коралловой черепицы, залитой раствором, были изображены декоративные концентрические круги. Следы красной краски указывают на то, что мечеть, возможно, была украшена красной и черной красками, что добавляло нотку цвета.

#### Более поздние дополнения и реконструкции
В начале 14-го века произошло значительное расширение при султане аль-Хасане ибн Сулеймане, который также построил близлежащий дворец Хусуни Кубва. Это расширение, вероятно, включало в себя грандиозный купол, описанный Ибн Баттутой во время его визита в 1331 году.
Михраб]], ниша, указывающая направление молитвы, по-видимому, является более поздним дополнением. Его дизайн — остроконечная арка, капители, пилястры, фризы и рифленый полукупольный свод — отличается от оригинального строения. Интересно, что выступающие коралловые блоки указывают на наличие неподвижного деревянного минбара, а следы продолговатых ниш внутри главной ниши намекают на возможное влияние Ширази. Возможно, эти элементы были перенесены из более раннего проекта во время ремонта.

#### Система управления водоснабжением
В западной части мечети располагалась зона омовения, необходимая верующим для совершения ритуального очищения перед молитвой. В ходе реставрационных работ была обнаружена сложная сеть водопроводных каналов, сделанных из обожженной глины, что позволило понять, насколько хорошо была продумана система управления водоснабжением в мечети.